# Dajr Dżamal
Dajr Dżamal (arab. دير جمال) – miasto w Syrii, w muhafazie Aleppo. W 2004 roku liczyło 4287 mieszkańców.